# Cronk Sumark
Cronk Sumark (du mannois cronk sumark, « colline de la primevère ») est une colline d'une altitude de 76 mètres située à l'embouchure de la Sulby, dans la paroisse de Lezayre (île de Man), à mi-chemin entre Ramsey et Ballasalla. La colline est aussi connue sous son nom anglais de Primrose Hill ou sous celui, plus rare, de Knoc Sumark Fort.

## Site archéologique de Cronk Sumark
On trouve à son sommet des traces d'habitat remontant aux périodes celtiques et vikings de l'île, c'est-à-dire du Mésolithique au Moyen Âge. De son sommet, on bénéficie d'une vue idéale sur la plaine du nord de l'île, ce qui a sans doute été la raison essentielle qui a poussé ses premiers habitants à l'aménager. Outre sa position, sa topographie lui permet une défense aisée. Bien que non encore fouillé, on estime que le site compte une citadelle au sommet de la colline et deux remparts extérieurs, dont l'un au moins est vitrifié.